# Theo Gerdener
Theodor Johannes Adolph (Theo) Gerdener (Kaapstad, 19 maart 1916 – Pretoria, 21 november 2013) was een Zuid-Afrikaans journalist, schrijver, parlementariër (NP) en minister. In 1973 richtte hij de Demokratiese Party (DP) op die gold als gematigder dan de regerende Nasionale Party (NP).

## Biografie
Theo Gerdener was de zoon van de Zuid-Afrikaanse theoloog Gustav Bernhard Augustus Gerdener (1881-1967). Gerdener sr. was hoogleraar aan de Kweekschool (Teologiese Seminarium) van Stellenbosch en later aan het Sendinginstituut te Wellington. Het geslacht Gerdener komt van oorsprong uit Duitsland. Theo Gerdener studeerde rechten en filosofie aan de Universiteit Stellenbosch. Sinds 1937 was hij werkzaam als journalist voor Die Burger, een Afrikaner-nationalistische krant; later werkte hij voor het weekblad Huisgenoot. In de tussentijd engageerde hij zich voor de Nasionale Party. In 1943 trad hij in het huwelijk met Martha van Rensburg bij wie hij drie kinderen kreeg. Vanaf 1949 was hij freelance journalist.
Vanaf 1953 werkte hij als secretaris voor Nicolaas Havenga, de minister van Financiën en leider van de NP in Natal. Gerdener werd waarnemend secretaris van de Nasionale Party van Natal. Daarnaast werd hij gekozen in de Provinciale Raad van Natal en van 1954 tot 1959 was hij hoofdredacteur van de door hem opgerichte krant Die Nataller, de eerste Afrikaanstalige krant in de provincie Natal. In november 1961 werd hij benoemd tot de eerste Afrikaanstalige administrateur van Natal. Hij bekleedde deze post tot augustus 1970 en gold als relatief gematigd en op consensus gericht. Hij werkte samen met de Engelstalige blanken in Natal, die daar de meerderheid van de blanke bevolking vormden. Daarnaast bleek hij voorstander van samenwerking met de kleurlingen en de Indiërs in die provincie. In de periode 1961-1970 was Gerdener tevens lid van de Senaat.
Theo Gerdener werd in mei 1970 door premier John Vorster benoemd tot onderminister van Inheemse Administratie en verwisselde reeds in november 1970 deze functie voor die van minister van Binnenlandse Zaken. Op 16 juni 1972 diende hij evenwel zijn ontslag in.p. 387 Hij gaf te kennen zich te willen richten op het verbeteren van de rassenverhoudingen in Zuid-Afrika en op samenwerking tussen niet-communistische staten op het Afrikaanse continent. De organisatie die hij voor dit doel oprichtte was de Action South and Southern Africa. De Action was weliswaar geen politieke partij, maar stond dicht bij de Verenigde Party (VP), de officiële oppositie. 

### Demokratiese Party
Op 30 juni 1973 gaf Gerdener te kennen te werken aan een plan om Zuid-Afrika om te vormen tot een confederatie bestaande uit twee deelstaten: de ene zou een deelstaat worden voor blanken, kleurlingen en Indiërs en de andere deelstaat zou bestemd zijn voor zwarte Zuid-Afrikanen en bestaan uit o.a. de bantoestans.p. 394 Op 17 november 1973 stichtte Gerdener tijdens een eendaagse conferentie bestaande uit 200 deelnemers in Johannesburg de Demokratiese Party (DP).p. 396 De DP's voornaamste programmapunt was het confederatiemodel van Gerdener. Apartheid werd door Gerdener nu publiekelijk verworpen, maar dat betekende niet dat hij zonder meer geloofde in gelijkheid. Hij geloofde meer in een soort eenheid in verscheidenheid die op de lange termijn zou kunnen leiden tot machtsdeling. Bij de parlementsverkiezingen van 1974 wist de partij echter geen zetel in het parlement te veroveren. Bij tussentijdse verkiezingen in 1975 werd Gerdener als kandidaat voor een parlementszetel met 30 stemmen verschil verslagen door een kandidaat van de VP in een voor die laatste partij "veilig" geacht kiesdistrict.
Na de verkiezingsnederlagen van 1974 en 1975 zocht Gerdener toenadering tot de Verenigde Party om tot een breed oppositieblok te komen. Demokratiese Party en Verenigde Party vormden een stuurgroep (1977) om te komen tot de oprichting van een "centrumpartij"p. 427 Op 28 juni 1977 fuseerden de Demokratiese Party en een deel van de Verenigde Party tot de Nuwe Republiekparty (NRP). Onenigheid binnen de nieuwe partij leidde er kort na de oprichting toe dat Gerdener zich uit de NRP terugtrok.p. 427
Na zijn breuk met de NRP trok Gerdener zich grotendeels uit het openbare leven terug. Hij was echter geen verbitterd man en stond positief tegenover het nieuwe Zuid-Afrika dat in 1994 tot stand kwam.
Theo Gerdener overleed op 21 november 2013 in Pretoria op 97-jarige leeftijd. Hij stond te boek als relatief "verligt", in ieder geval voor Afrikanernationalisten in de tijd dat hij politiek actief was. Hij begreep in ieder geval dat apartheid nooit zou werken, al was het alleen maar dat kansengelijkheid voor zwarte Zuid-Afrikanen volledig ontbrak. Zijn pleidooi voor een Zuid-Afrikaanse confederatie bestaande uit een deelstaat voor blanken, kleurlingen en Indiërs en een deelstaat voor zwarte Zuid-Afrikanen die broederlijk met elkaar samenwerkten in een overkoepelende regering was een idee dat in die dagen door veel gematigde blanken werd gezien als een oplossing voor het "rassenprobleem."